# Rue Saint-Sylve
La rue Saint-Sylve est une voie de Toulouse, chef-lieu de la région Occitanie, dans le Midi de la France.

## Situation et accès

### Description
La rue Saint-Sylve est une voie publique. Elle se trouve dans le quartier de Marengo.
Établie sur le flanc ouest de la colline du Calvinet, elle naît perpendiculairement à l'avenue de la Colonne, à l'altitude de 160 mètres. Longue de 222 mètres, rectiligne et large de 7 mètres, elle est orientée au nord-ouest. Elle reçoit successivement la rue du Couvent, la rue Boubée et la rue Blaja à droite, et la rue Nicolas-Soult à gauche. Elle s'abaisse alors graduellement, jusqu'à 155 mètres d'altitude, au carrefour de la rue du Dix-Avril où elle se termine.
La chaussée compte une seule voie de circulation, en sens unique, de la rue du Dix-Avril vers l'avenue de la Colonne. Elle appartient à une zone 30 et la vitesse est limitée à 30 km/h. Il n'existe ni bande, ni piste cyclable, quoique la rue soit à double-sens cyclable.

### Voies rencontrées
Le rue Saint-Sylve rencontre les voies suivantes, du sud au nord (« g » indique que la rue se situe à gauche, « d » à droite) :
1. Avenue de la Colonne
2. Rue du Couvent (d)
3. Rue Boubée (d)
4. Rue Nicolas-Soult (g)
5. Rue Blaja (d)
6. Rue du Dix-Avril

## Odonymie

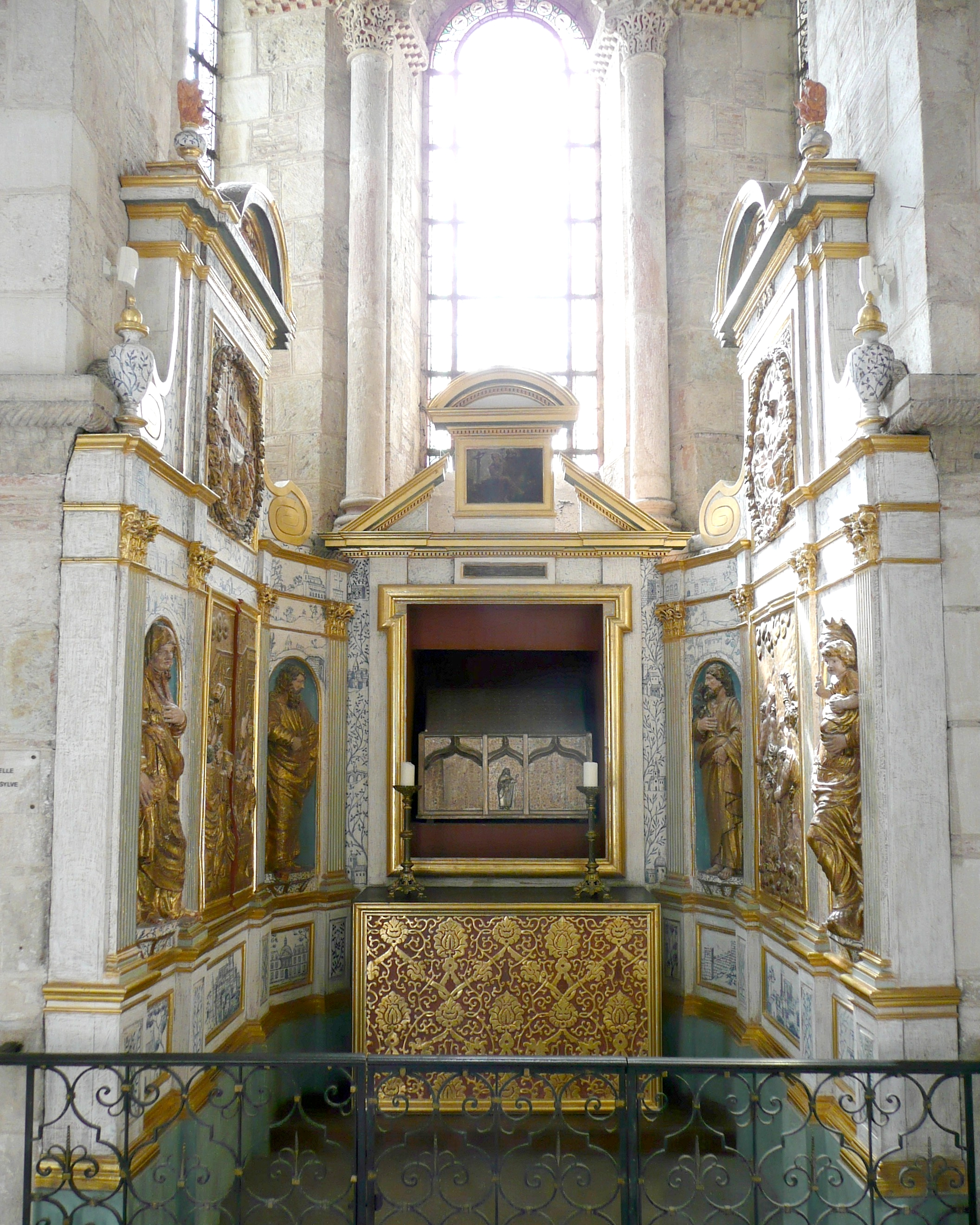
La chapelle Saint-Sylve dans le déambulatoire de la basilique Saint-Sernin.

La rue est nommée en l'honneur de Sylve, évêque de Toulouse dans la deuxième moitié du IVe siècle. En effet, c'est dans cette rue qu'avait été établie une chapelle placée sous l'invocation de saint Sylve, avant que l'église paroissiale soit construite à partir de 1868 (actuel no 60 rue du Dix-Avril). Le choix de ce saint s'explique par le rôle que la tradition chrétienne lui attribue dans la construction d'un martyrium à l'emplacement de la tombe de Saturnin, premier chef de la communauté chrétienne toulousaine, martyrisé en 250 lors des persécutions ordonnées par l'empereur romain Dèce – ce martyrium serait à l'origine de l'actuelle basilique Saint-Sernin – d'ailleurs, les reliques de Sylve sont conservées dans une chapelle du déambulatoire de la basilique.
Le nom de Saint-Sylve a également été attribué à d'autres voies. Entre 1870 et 1907, la rue du Couvent fut la rue Saint-Sylve-Neuve. Entre 1894 et 1905, la rue Boubée fut la petite-rue Saint-Sylve. Enfin, entre 1895 et 1913, la rue Blaja fut la rue Neuve-Saint-Sylve.

## Patrimoine et lieux d'intérêt
- no  10 : villa Saint-Anne (deuxième moitié du XIXe siècle ; deuxième quart du XXe siècle)[5].

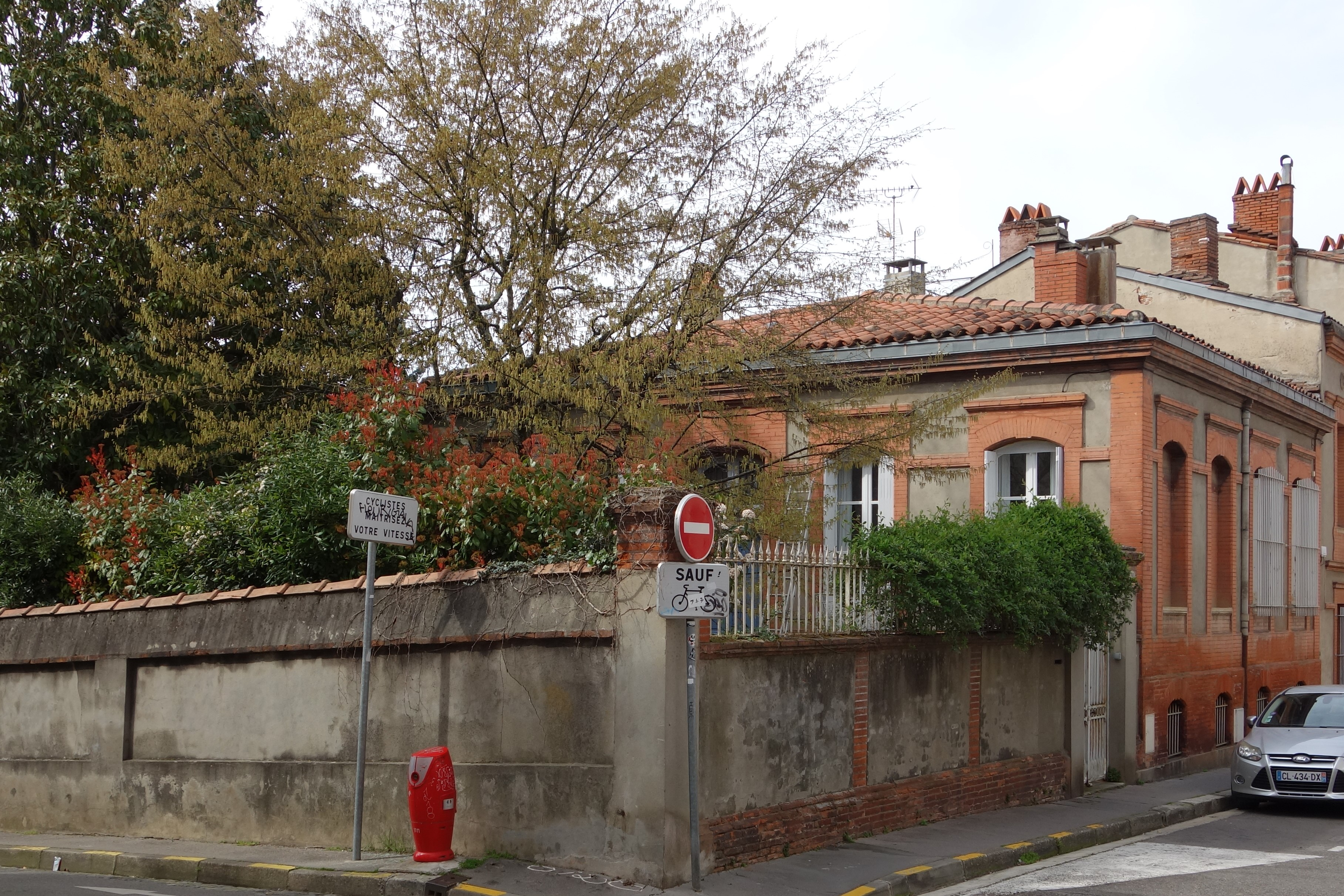
no 20 : maison.

- no  20 : maison.
Une maison est élevée, dans la deuxième moitié du XIXe siècle, sur une parcelle à l'angle de la rue Nicolas-Soult. Elle reprend en partie les formes de la maison toulousaine. Elle s'élève perpendiculairement à la rue Saint-Sylve, sur deux niveaux (un sous-sol semi-enterré et un rez-de-chaussée surélevé). Les façades, au sud sur le jardin et à l'est sur la rue Saint-Sylve, sont encadrées de pilastres et percées de fenêtres segmentaires, surmontées de fines corniches et reliées par des bandeaux qui passent au niveau des impostes. Sur la façade sud, elles sont mises en valeur par des garde-corps en fonte. L'élévation est couronnée par une corniche moulurée[6].

- no  32 : maison toulousaine (deuxième moitié du XIXe siècle)[7].